# Imbecilla cretinica
Imbecilla cretinica är en insektsart som beskrevs av Irena Dworakowska 1974. Imbecilla cretinica ingår i släktet Imbecilla och familjen dvärgstritar. Inga underarter finns listade i Catalogue of Life.